# Premio Zener
Il premio Zener (o Medaglia d'Oro Zener), precedentemente noto come Premio ICIFUAS (1965-1989), è stato istituito in onore di Clarence Zener (morto nel 1993) e dei suoi pionieristici studi sull'anelasticità. Il premio Zener è un'onorificenza di valore internazionale attribuita nell'ambito della scienza dei materiali, della fisica dei materiali e della fisica, a persone che si sono distinte per i rilevanti risultati scientifici ottenuti nel campo dell'anelasticità e scienza dei materiali mediante spettroscopia meccanica e tecniche acustiche ed ultrasoniche.
Il premio è assegnato dal Comitato Onorario e Scientifico della International Conference on Internal Friction and Ultrasonic Attenuation in Solids (1956-2002) e della International Conference on Internal Friction and Mechanical Spectroscopy. I Premi Zener sono stati assegnati come riconoscimento sia di scoperte con elevato impatto, sia al lavoro svolto nell'arco dell'intera carriera scientifica. In ogni medaglia, realizzata con oro a 20 carati, è rappresentato il profilo destro del volto di Clarence Zener. Al 2022, il Premio Zener è stato conferito a 24 persone. Ciascun vincitore riceve la Medaglia d'oro Zener accompagnata da un diploma.
Il premio viene assegnato per le seguenti discipline: scienza dei materiali, fisica dei materiali, fisica.

## Elenco dei vincitori del Premio Zener
| Anno | Vincitori              |           | Nazione                    | Affiliazione |
| ---- | ---------------------- | --------- | -------------------------- | --- |
| 1965 | Werner Otto Köster     | 1896–1989 | Germania                   | Istituto Max Planck per la Ricerca sui Metalli, Stoccarda (Max Planck Institute for Metals Research, Stoccarda)                                            |
| 1969 | Warren Perry Mason     | 1900–1986 | Stati Uniti                | Bell Telephone Laboratories, Murray Hill, New Jersey |
| 1985 | Clarence Melvin Zener  | 1905–1993 | Stati Uniti                | Università Carnegie Mellon, Pittsburgh, Pennsylvania |
| 1989 | Ting-sui Kê            | 1913–2000 | Repubblica Popolare Cinese | Accademia delle Scienze Cinese (Chinese Academy of Sciences), Istituto di Fisica dello Stato Solido (Institute of Solid State Physics, ISSP), Hefei, Anhui |
| 1989 | Arthur Stanley Nowick  | 1923–2010 | Stati Uniti                | Columbia University, New York (1966-2001) |
| 1993 | Piero Giorgio Bordoni  | 1915–2009 | Italia                     | Università di Roma, Roma |
| 1993 | Kurt Lücke             | 1921–2001 | Germania                   | Università Tecnica di Aquisgrana (RWTH), Aquisgrana |
| 1993 | Alfred Seeger          | 1927–2015 | Germania                   | Istituto Max Planck per la Ricerca sui Metalli (Max Planck Institute for Metals Research), Stoccarda; Università di Stoccarda, Stoccarda.                  |
| 1993 | Charles Allen Wert     | 1919–2003 | Stati Uniti                | Università dell'Illinois - Urbana-Champaign, Urbana (Illinois), Illinois                                                                                   |
| 1996 | Andrew Vincent Granato | 1926–2015 | Stati Uniti                | Università dell'Illinois a Urbana-Champaign, Urbana (Illinois), Illinois                                                                                   |
| 1999 | Gunther Schoeck        | 1928–2015 | Austria                    | Università di Vienna, Vienna |
| 2002 | Willy Benoit           | (1938)    | Svizzera                   | Politecnico Federale di Losanna (EPFL), Losanna |
| 2002 | Masahiro Koiwa         | (1938)    | Giappone                   | Università di Kyoto, Kyoto |
| 2005 | Rosario Cantelli       | (1940)    | Italia                     | Università degli Studi di Roma "La Sapienza", Roma |
| 2005 | Manfred Weller         | 1940–2017 | Germania                   | Istituto Max Planck per la Ricerca sui Metalli (Max Planck Institute for Metals Research), Stoccarda                                                       |
| 2008 | Daniel Newson Beshers  | (1928)    | Stati Uniti                | Columbia University, New York |
| 2008 | Gaetano Cannelli       | (1936)    | Italia                     | Università della Calabria, Rende |
| 2008 | Gilbert Fantozzi       | (1942)    | Francia                    | INSA de Lyon, Istituto Nazionale delle Scienze Applicate di Lione, Lione-Villeurbanne                                                                      |
| 2011 | Gérard Gremaud         | (1949)    | Svizzera                   | Politecnico Federale di Losanna (EPFL), Losanna |
| 2011 | Fabio Massimo Mazzolai | (1934)    | Italia                     | Università degli Studi di Perugia, Perugia |
| 2014 | Qing-Ping Kong         | (1930)    | Repubblica Popolare Cinese | Accademia delle Scienze Cinese (Chinese Academy of Sciences), Institute of Solid State Physics, ISSP), Hefei, Anhui                                        |
| 2014 | Robert Schaller        | (1948)    | Svizzera                   | Politecnico Federale di Losanna (EPFL), Losanna |
| 2017 | Leszek Bogumił Magalas | (1954)    | Polonia                    | AGH Università della scienza e della tecnologia di Cracovia, Cracovia                                                                                      |
| 2022 | José María San Juan    | (1955)    | Spagna                     | Università dei Paesi Baschi, Bilbao |

Il numero nella prima colonna indica l'anno in cui il vincitore ha ricevuto il Premio Zener. Numero di riconoscimenti assegnati: 24 premi; 21 vincitori della medaglia d'oro Zener.

## Elenco dei vincitori del Premio Zener per nazione
| Nazione                    | Numero di Vincitori | Vincitori                                                                  |
| -------------------------- | ------------------- | -------------------------------------------------------------------------- |
| Stati Uniti                | 6                   | W.P. Mason, C.M. Zener, A.S. Nowick, C.A. Wert, A.V. Granato, D.N. Beshers |
| Germania                   | 4                   | W. Köster, K. Lücke, A. Seeger, M. Weller                                  |
| Italia                     | 4                   | P.G. Bordoni, R. Cantelli, G. Cannelli, F.M. Mazzolai                      |
| Svizzera                   | 3                   | W. Benoit, G. Gremaud, R. Schaller                                         |
| Repubblica Popolare Cinese | 2                   | T.S. Kê, Q.P. Kong                                                         |
| Austria                    | 1                   | G. Schoeck                                                                 |
| Francia                    | 1                   | G. Fantozzi                                                                |
| Giappone                   | 1                   | M. Koiwa                                                                   |
| Polonia                    | 1                   | L.B. Magalas                                                               |
| Spagna                     | 1                   | J. M. San Juan                                                             |